# Mezentsev (Mondkrater)
Mezentsev ist ein Einschlagkrater auf der Mondrückseite. 
Der Krater liegt im Norden der Mondrückseite, nordöstlich des riesigen Kraters Birkhoff. Im Westen liegen die Krater Hippocrates und Heymans. In Richtung Osten schließt sich direkt der Krater Niépse an.
Der Krater ist stark erodiert und von vielen späteren Einschlägen gezeichnet. Er wird wie sein Nebenkrater M (siehe unten) der pränektarischen Periode zugerechnet. Im Kraterinneren liegt ein auffälliger schüsselförmiger Krater.
Mezentsev hat drei Nebenkrater:
| Buchstabe | Position            | Durchmesser | Link |
| --------- | ------------------- | ----------- | ---- |
| M         | 68,29° N, 127,59° W | 85 km       |      |
| Q         | 69,17° N, 136,38° W | 31 km       |      |
| S         | 71,14° N, 137,77° W | 23 km       |      |

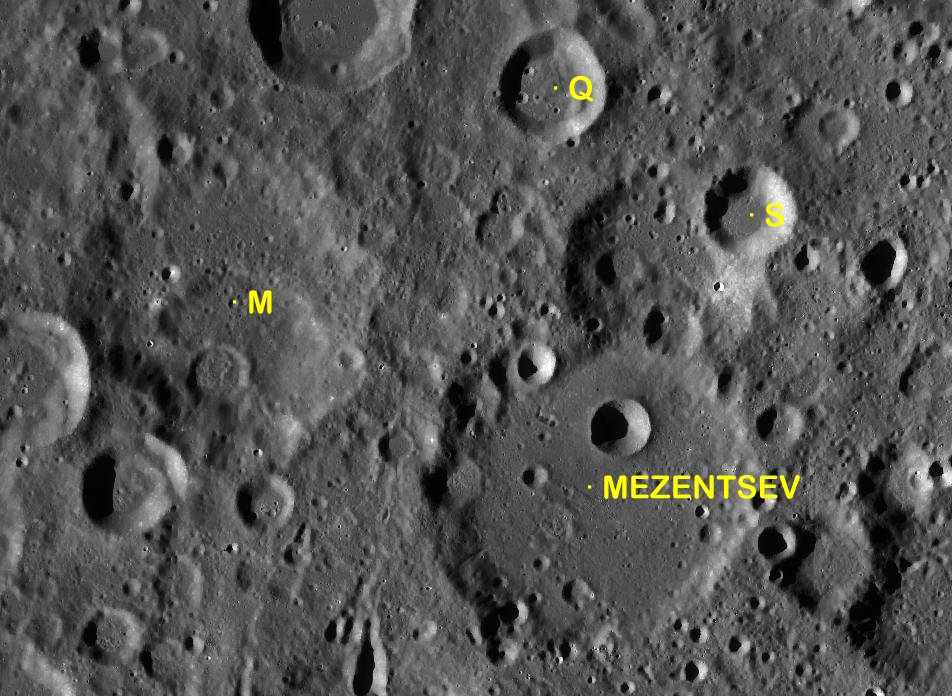
Mezentsev mit seinen Nebenkratern

Der Krater wurde 1970 von der IAU offiziell nach dem sowjetischen Raketeningenieur Juri Borissowitsch Mesenzew benannt.